# Abulia

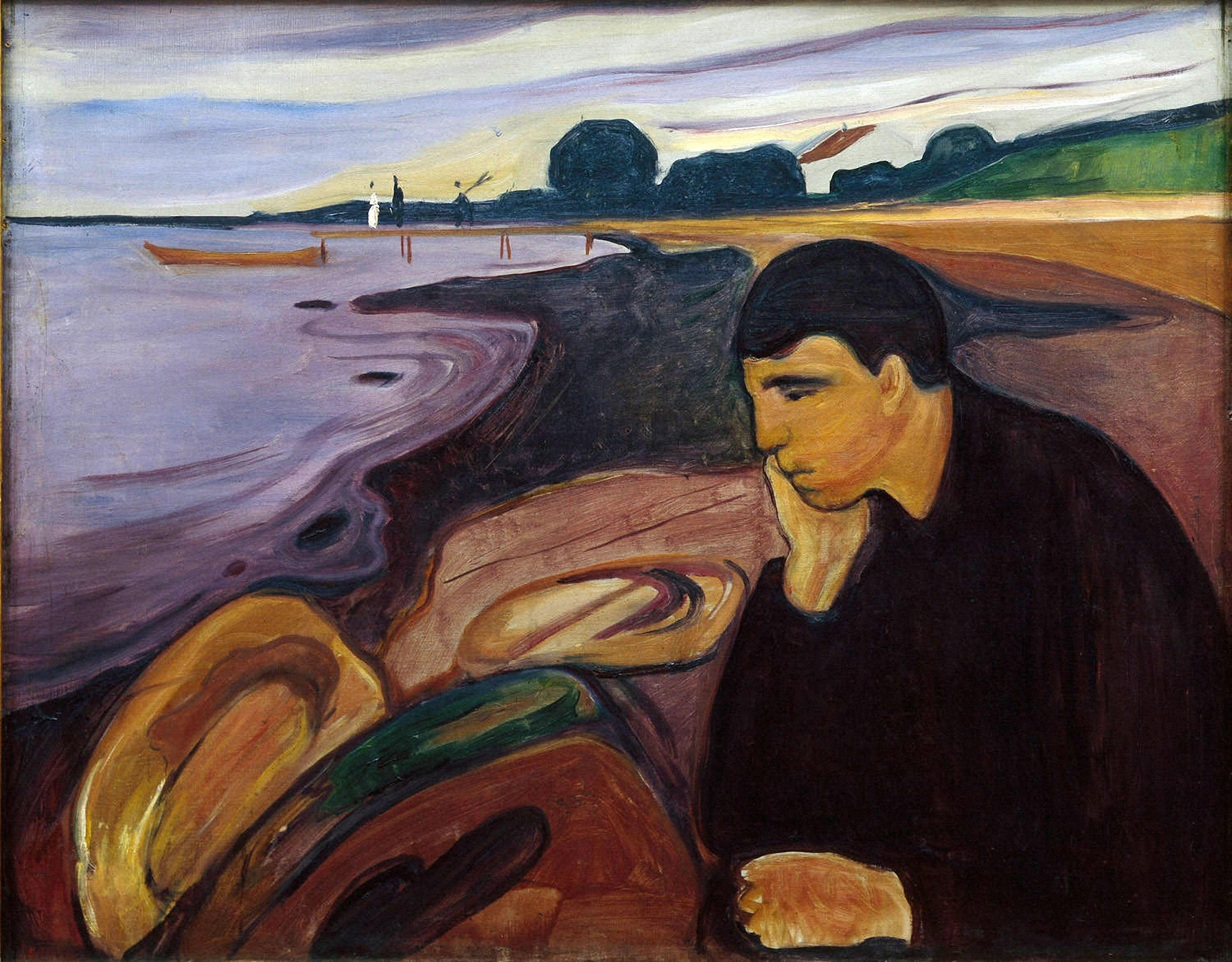
La melancolía, de Edvard Munch (1896).

La abulia (del griego clásico αβουλία, ‘no voluntad’) en psicopatología, se refiere a la falta de voluntad o iniciativa, así como de energía.
Es uno de los trastornos de la motivación. La abulia está en el medio del espectro de los trastornos de la motivación disminuida, como la apatía, siendo menos extrema, y el mutismo acinético, que es más grave que la abulia. Un paciente con abulia es incapaz de actuar o tomar decisiones de forma independiente. Puede variar en gravedad desde lo sutil hasta lo abrumador. También es conocido como la enfermedad de Blocq (que también se refiere a la abasia o astasia-abasia). La abulia fue considerada originalmente y sigue siendo un trastorno de la voluntad.
En psiquiatría: Es una alteración patológica de la voluntad, que se caracteriza por una ausencia total o parcial de esta, y que se expresa en la incapacidad para tomar decisiones y ejecutarlas.
En educación: En la práctica educativa este término se suele aplicar a ciertos estados transitorios de inadaptación del niño, como pueden ser los estados de indecisión, inercia, pereza, etc.

## Hipobulia
Hacen referencia a la falta de voluntad o la disminución en la capacidad de tomar decisiones o actuar. Predomina lo automático y lo impulsivo. Esta condición es menos severa que la abulia. La hipobulia está presente en varias enfermedades mentales, pero predomina en las esquizofrenias residuales, trastorno bipolar, autismo y otras, dentro de los llamados «síntomas negativos».

## Cuadro clínico
La abulia ha sido conocida para los médicos desde 1838. Sin embargo, en el tiempo transcurrido desde su creación, la definición de abulia ha sido objeto de muchas formas diferentes, algunas incluso contradictorias con anteriores. La abulia ha sido descrita como una pérdida de unidad, de expresión, de comportamiento y de voz, con una desaceleración y latencia prolongada del habla, y reducción del contenido del pensamiento y la iniciativa espontánea. Los rasgos clínicos más comúnmente asociados con la abulia son:
- Dificultad para iniciar y mantener movimientos a propósito
- Falta de movimiento espontáneo
- Reducción de movimiento espontáneo
- Aumento del tiempo de respuesta
- Pasividad
- Reducción de la capacidad de respuesta emocional y espontaneidad
- Reducción de interacción social
- Reducción de interés en pasatiempos habituales.

## Clases de abulias
- Abulia motriz
- Abulia intelectual
- Abulia sistematizada
- Abulia moral
- Aprosexia: impotencia para fijar la atención
- Apraxia o agnosia

## Alimentación
Especialmente en pacientes con demencia progresiva, puede afectar la alimentación. Los pacientes pueden continuar masticando o sosteniendo la comida en sus bocas durante horas sin tragarlo. El comportamiento debe ser más evidente después que estos pacientes han comido parte de sus comidas y no tienen fuertes apetitos. Los médicos pueden utilizar comidas dulces o saladas para proporcionar interés y aumentar la ingesta oral, pero siempre se debe limpiar la boca de alimentos después de cada comida.